# Kally's Mashup: La Música
Kally's Mashup: La Música è la colonna sonora della prima stagione di Kally's Mashup.
La colonna sonora è stata scritta da Adam Anders, Nikki Anders e Peer Åström; è cantata quasi tutta dalla protagonista della serie, Maia Reficco e dal protagonista Alex Hoyer.

## Discografia
| Titolo canzone                 | Cantanti                            | Durata | Episodi                    |
| ------------------------------ | ----------------------------------- | ------ | -------------------------- |
| Key Of Life                    | Maia Reficco                        | 3:15   | 1 - 61 e sigla             |
| Crushed                        | Álex Hoyer                          | 3:52   | 5 - 65                     |
| Worlds Collide                 | Maia Reficco                        | 3:27   | 10 - 44 - 58 - 64          |
| What R U Doing Here            | Maia Reficco & Sara Cobo            | 2:55   | 14 - 65                    |
| Strong                         | Maia Reficco                        | 3:36   | 16 - 59                    |
| Love Dream                     | Maia Reficco                        | 3:46   | 20                         |
| Baby Be Mine                   | Alex Hoyer, Tupac Larriera & Tom CL | 3:13   | 24                         |
| Made for Love                  | Maia Reficco                        | 3:32   | 30 - 50                    |
| Make It Home                   | Maia Reficco                        | 3:38   | 35                         |
| Crushed (remix)                | Álex Hoyer                          | 2:51   | 36 - 45 - 72               |
| Secret                         | Maia Reficco & Saraí Meza           | 3:10   | 39 - 61                    |
| Stomp                          | Kally's Mashup Cast                 | 3:31   | 47 - 62                    |
| I've Changed                   | Maia Reficco                        | 3:52   | 68                         |
| She's Gone                     | Álex Hoyer                          | 3:49   | 69                         |
| Happy Birthday to Me           | Maia Reficco & Sara Cobo            | 3:59   | 60                         |
| Cambia (I've Changed)          | Maia Reficco                        | 3:52   | //                         |
| Baby Be Mine (Duetto)          | Maia Reficco & Álex Hoyer           | 3:12   | 71                         |
| No voy a cambiar (Key of Life) | Maia Reficco                        | 3:15   | 75 (Non versione italiana) |
| Totale durata: 01:03:25        |                                     |        |                            |

## Canzoni della serie non presenti nell'album
| Titolo Canzone                             | Cantanti                            | Durata | Episodi |
| ------------------------------------------ | ----------------------------------- | ------ | ------- |
| Worlds Collide(Mike and Abrankhausen duet) | Mariano Chiesa & Josefina Scaglione | 1:41   | 58      |
| Love Me Down Easy                          | Oriana                              |        | 55      |
| She's Gone (Andy Mak remix)                | Álex Hoyer                          | 1:40   | 73      |